# Лужница водяная
Лу́жница водяна́я, или Лу́жница водна́я (лат. Limosella aquatica) — типовой вид рода Лужница (Limosella) семейства Подорожниковые (ранее включался в семейство Норичниковые (Scrophulariaceae)).

## Ботаническое описание

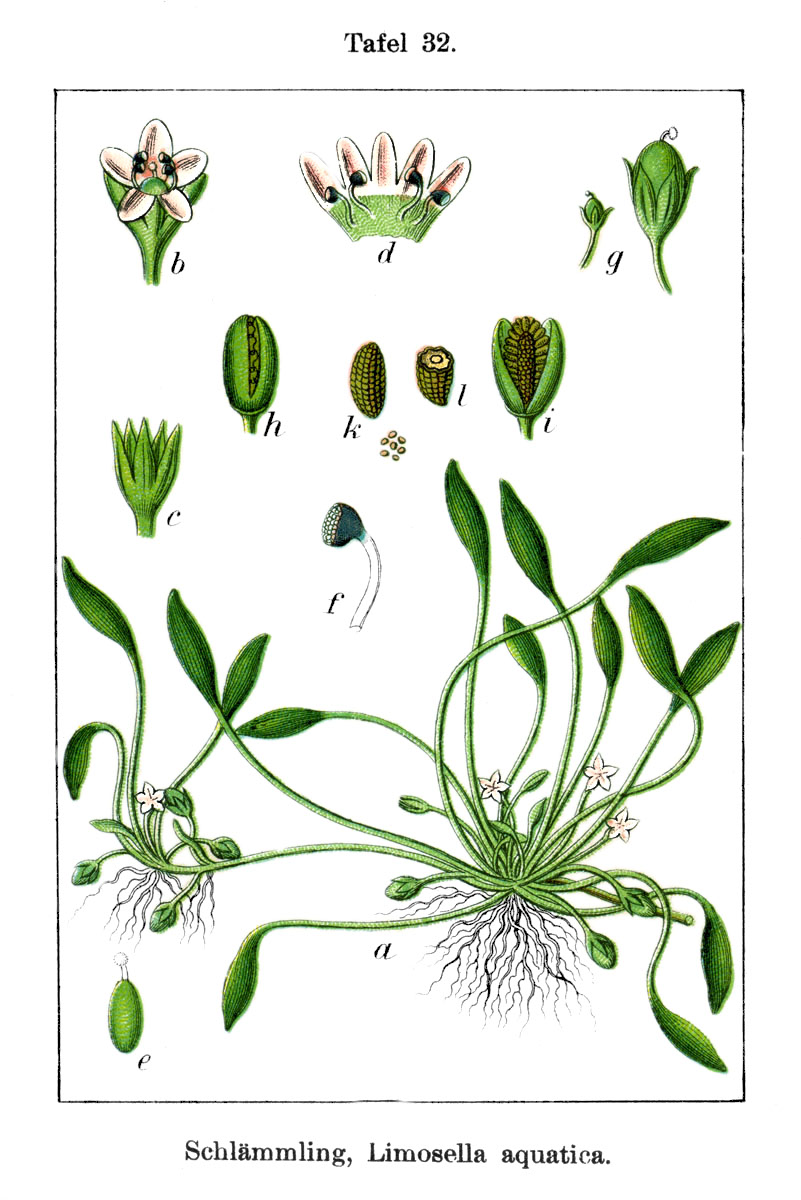
Лужница водяная (Limosella aquatica).

Сочное однолетнее полуводное травянистое растение, формирующее низкие подушки на илистом субстрате. Лист состоит из черешка до 30 см длиной, несущего плоскую ложковидную листовую пластинку до 3 см длиной.
Цветки одиночные, мелкие, на прямостоячих цветоносах 3—10 см высотой, от белого до розоватого или голубоватого цвета, около 3—10 мм шириной. Короткая трубка венчика часто желтоватая.
Цветение с июля по октябрь.
Плод — коробочка 2,5—4 мм длиной и 1,5—3 шириной, содержащая множество мелких семян.

## Распространение и экология
Встречается в большей части районов с умеренным климатом. Растёт во влажных местах, таких как луга, прибрежная грязь и песок, растение частично погружено в воду или плавает на её поверхности. Лужница водяная — очень редкое растение, и его легко не заметить на речном берегу.

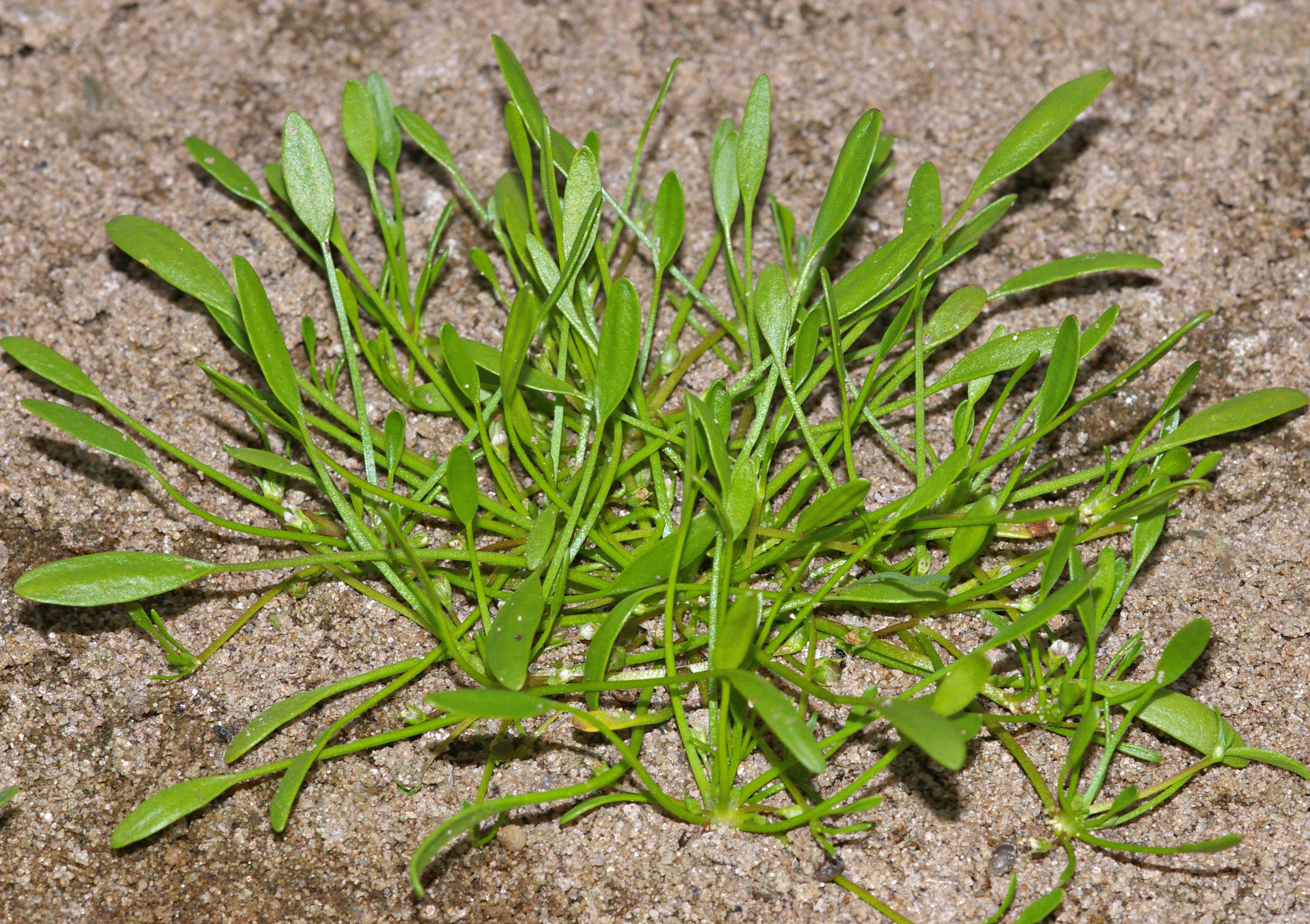
Общий вид растения

Растения появляются на свет весной и ранним летом во время паводка, а к концу лета погибают. Семена падают на землю, а во время следующего подъёма уровня воды попадают в воду. На следующий год, когда вода отступает, они прорастают, давая начало такому же числу особей, что и в прошлом году, что типично для однолетних растений.

## Классификация

### Таксономическое положение
- Limosella aquatica L., 1753, Sp. Pl. : 631

Вид Лужница водяная относится к роду Лужница (Limosella) семейства Подорожниковые (Plantaginaceae) порядка Ясноткоцветные (Lamiales) клады Ламииды, последовательно входящей в более крупные клады Астериды → Суперастериды → Эвдикоты → Цветковые растения. Таксономическая схема в соответствии с Системой APG IV по состоянию на декабрь 2023 года:
|  |                          |  |                                   |                                   |                          |  | еще 23 семейства | еще 23 семейства |                     |  |                         |  | еще 15 подтвержденных видов и 3 вида в статусе "неподтвержденных" | еще 15 подтвержденных видов и 3 вида в статусе "неподтвержденных" |  |
|  |                          |  |                                   |                                   |                          |  | еще 23 семейства | еще 23 семейства |                     |  |                         |  | еще 15 подтвержденных видов и 3 вида в статусе "неподтвержденных" | еще 15 подтвержденных видов и 3 вида в статусе "неподтвержденных" |  |
|  |                          |  |                                   | порядок Ясноткоцветные            |                          |  |                  |                  | род Лужница         |  |                         |  |                                                                   |                                                                   |  |
|  |                          |  |                                   | порядок Ясноткоцветные            |                          |  |                  |                  | род Лужница         |  | 2 внутривидовых таксона |  |                                                                   |                                                                   |  |
|  | клада Цветковые растения |  |                                   |                                   | семейство Подорожниковые |  |                  |                  | вид Лужница водяная |  |                         |  |                                                                   |                                                                   |  |
|  | клада Цветковые растения |  |                                   |                                   |                          |  |                  |                  |                     |  |                         |  |                                                                   |                                                                   |  |
|  |                          |  | ещё 63 порядка цветковых растений | ещё 63 порядка цветковых растений |                          |  |                  | еще 105 родов    | еще 105 родов       |  |                         |  |                                                                   |                                                                   |  |
|  |                          |  |                                   | ещё 63 порядка цветковых растений |                          |  |                  |                  | еще 105 родов       |  |                         |  |                                                                   |                                                                   |  |

### Внутривидовые таксоны
- Limosella aquatica var. alismoides Welw. ex Hiern
- Limosella aquatica var. aquatica